# Daniela Gatti
Daniela Gatti (Milano, 22 novembre 1944) è un'attrice e doppiatrice italiana.

## Biografia
Inizia la propria carriera nel 1963, recitando nella prosa radiofonica della Rai, soprattutto in spettacoli diretti da Umberto Benedetto. Nel 1968 comincia la carriera teatrale, diplomandosi all'Accademia nazionale d'arte drammatica interpretando Titania nel saggio Sogno di una notte di mezza estate diretto da Orazio Costa, e figurando in seguito fra gli interpreti principali di alcune rilevanti rappresentazioni di celebri pièce, come Il dio Kurt, l'Enrico IV di Luigi Pirandello, La figlia di Iorio e L'avaro.
Dal 1970, oltre che a teatro e in radio, lavora anche in televisione apparendo principalmente nelle prose del teleteatro. Tra queste, Il più gran ladro della città (1972) tratto dall'omonima commedia di Dalton Trumbo e diretto da Edmo Fenoglio, in cui interpreta Laura Hutchius. Nel 1974 è una delle voci principali della riduzione radiofonica in quaranta puntate di Guerra e pace ad opera di Vittorio Melloni, dove interpreta Sonja Rostova; sarebbe stato il suo ultimo lavoro in radio. Nel 1976 fa la sua ultima apparizione su schermo ne Il Casanova di Federico Fellini, unico film cinematografico da lei interpretato. Continua a lavorare a teatro fino alla fine del decennio, quindi a partire dagli anni ottanta si dedica alla carriera di doppiatrice principalmente televisiva, prestando la voce a Michael Learned nella serie Una famiglia americana, a numerose attrici di telenovelas e a diversi personaggi di anime. Nel 2001, dopo aver doppiato il personaggio di Zenoia nella riedizione de L'imbattibile Daitarn 3, si ritira dall'attività.
È sposata con il collega Gabriele Carrara, suo compagno di classe all'Accademia e con il quale ha lavorato spesso sia negli anni da attrice che in quelli da doppiatrice.

## Prosa radiofonica Rai
- Morte di un bengalino, regia di Umberto Benedetto (1963)[1]
- Il rosario, regia di Francesco Dama (1965)[2]
- Luciano Leuwen, regia di Umberto Benedetto (1965)[3]
- La formica argentina (1965)[4]
- Le memorie di Barry Lyndon, regia di Umberto Benedetto (1965)[5]
- Adam Bede, regia di Guglielmo Morandi (1966)[6]
- Mademoiselle Docteur, regia di Umberto Benedetto (1967)[7]
- Una carriera sentimentale: Vita di George Sand, regia di Anton Giulio Majano (1971)[8]
- Il compagno di scuola, regia di Gastone Da Venezia (1971)[9]
- La Draghignazza, regia di Tonino Del Colle (1971)[10]
- Fanfan la Tulipe, regia di Umberto Benedetto (1973)[11]
- L'evaso del 19º piano, regia di Alessandro Brissoni (1973)[12]
- Guerra e pace, regia di Vittorio Melloni (1974)[13]

## Teatro

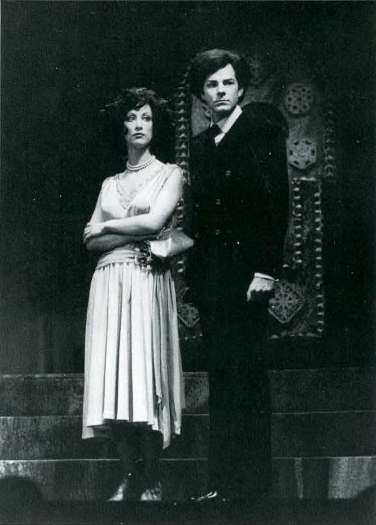
Daniela Gatti col marito Gabriele Carrara nellEnrico IV (1971)

- Sogno di una notte di mezza estate, di William Shakespeare, regia di Orazio Costa. Teatro Quirino di Roma (1968)[14]
- Un debito pagato, di John Osborne, regia di Luigi Durissi. Teatro Stabile dell'Aquila (1968)[15]
- Il dio Kurt, di Alberto Moravia, regia di Antonio Calenda. Teatro Stabile dell'Aquila (1969)[16]
- Un uomo è un uomo, di Bertolt Brecht, regia di Fulvio Tolusso. Compagnia Teatro Insieme, Teatro di Lecco (1969)[17]
- Enrico IV, di Luigi Pirandello, regia di Filippo Torriero. Teatro delle Arti di Roma (1971)[18]
- La figlia di Iorio, di Gabriele D'Annunzio, regia di Paolo Giuranna. Compagnia degli Associati, Teatro di Gardone Riviera (1972)[19]
- L'avaro, di Molière, regia di Orazio Costa. Teatro San Babila di Milano (1972)[20]
- George Dandin o il marito confuso, di Molière, regia di Guido Mazzella. Teatro in Piazza di Perugia (1977)[21]
- Totò principe e clown, di Gerardo Scala. Teatro in Piazza di Perugia (1978)[21]

## Filmografia
- Una notte tempestosa, regia di Fulvio Tolusso – film TV (1970)[22]
- Erano tutti miei figli, regia di Marco Leto – film TV (1972)[23]
- Il più gran ladro della città, regia di Edmo Fenoglio – film TV (1972)[24]
- Il caso Lafarge, regia di Marco Leto – miniserie TV (1973)
- Il dilemma del dottore, regia di Flaminio Bollini – film TV (1973)[23]
- Re in sogno, ovvero il pastore dalla selva al trono, regia di Mario Ferrero – film TV (1975)[25]
- Stenterello a Tunisi, regia di Mario Ferrero – film TV (1975)[25]
- Il Casanova di Federico Fellini, regia di Federico Fellini (1976)

## Doppiaggio

### Cinema
- Isobel Elsom, Audrey Betz ed Eula Morgan in Monsieur Verdoux (ridoppiaggio)
- Joan Crawford ne L'amante immortale (ridoppiaggio)
- Judy Davis in Chi osa vince
- Cloris Leachman ne La renna
- Susan Tyrrell ne L'amore e il sangue
- Lynn Hamilton in The Vanishing - Scomparsa
- Silvia Dionisio in Amici miei

#### Film d'animazione
- Strega del mare ne La Sirenetta - La più bella favola di Andersen (ridoppiaggio)

### Serie televisive
- Maggie Wells in Racconto d'inverno
- Dorothy Tennant ne Le nuove avventure di Huckleberry Finn
- Dora Doll in Cuor di lenone
- Jean Stapleton in Agatha Christie: Caccia al delitto
- Victoria Vera in Delitti privati
- Stéphane Audran in Charlie Champagne
- Rue McClanahan ne L'uomo dall'abito marrone
- Lee Remick ne La spiaggia dei giorni felici
- Michael Learned in Una famiglia americana
- Anne Jeffreys in Detective per amore
- Akira Koizumi in Denshi sentai Denziman
- Linda Scruggs ne I ragazzi del computer
- Jayne Meadows e Jeanne Cooper ne La tata
- Erika Slezak (1ª voce) in Una vita da vivere
- Lisa Figus in General Hospital
- Rocío Banquells in Anche i ricchi piangono
- Regina Duarte in Soltanto per amore
- Eloisa Mafalda in Donne di sabbia
- Liliana Abud in Cuore di pietra
- Arlete Montenegro in Tormento d'amore - La vera storia del conte Dracula
- Veronica Lynn in Sol de Batey
- Gladys Caceres in Maria Maria
- Mirra Saavedra in Angelica
- María Rubio in Colorina
- Ana Lucia Torre in Dona Xepa
- Lupita Lara in Natalie
- Veronica Doza e Veronica Ortiz ne La traidora
- Maricruz Olivier in Viviana

#### Serie animate
- Regina Marlena in He-Man e i dominatori dell'universo (st. 1)
- Sue in Calvin e il colonnello
- Massmedia ne I mondi sommersi
- Sfinge in C'era una volta... Pollon
- Sheila Lupescu in Ransie la strega
- Signora Legan (2ª voce) in Candy Candy
- Anna Rossi (2ª voce) in Marco
- Bera in Bem il mostro umano (primo doppiaggio)
- Ilse in Golion
- Ramba in Dangaio
- Infermiera in Peline Story
- Mirai e la madre di Tori ne La regina dei mille anni